# Station Cahon
Station Cahon is een voormalig spoorwegstation in de gemeente Cahon aan de Spoorlijn Abbeville - Eu. Het station is sedert 1993 buiten gebruik, in de gevorderde plannen de lijn weer te heropenen is heropening van dit station niet voorzien.
Het perron is nog aanwezig, het wachtershuis in 2022 in gebruik als woonhuis.